# Puchar Europy w Lekkoatletyce 1997
18 Puchar Europy w lekkoatletyce – międzynarodowe zawody lekkoatletyczne, które odbyły się w Europie w weekend 21 - 22 czerwca 1997. Organizatorem Pucharu Europy było Europejskie Stowarzyszenie Lekkoatletyczne.

## Superliga
Zawody Superligi Pucharu Europy zorganizowano w Monachium, w południowych Niemczech. Wśród mężczyzn triumfowali zawodnicy Wielkiej Brytanii, a wśród pań najlepsze okazały się reprezentantki Rosji.

### Tabela końcowa
| Pozycja | Reprezentacja   | Punkty |
| ------- | --------------- | ------ |
| 1       | Wielka Brytania | 118    |
| 2       | Niemcy          | 105    |
| 3       | Rosja           | 104    |
| 4       | Włochy          | 96     |
| 5       | Hiszpania       | 78     |
| 6       | Francja         | 75     |
| 7       | Norwegia        | 72,5   |
| 8       | Grecja          | 71,5   |

| Pozycja | Reprezentacja   | Punkty |
| ------- | --------------- | ------ |
| 1       | Rosja           | 127    |
| 2       | Niemcy          | 113    |
| 3       | Wielka Brytania | 86     |
| 4       | Włochy          | 77     |
| 5       | Francja         | 77     |
| 6       | Ukraina         | 76     |
| 7       | Rumunia         | 72     |
| 8       | Białoruś        | 55     |